# ال پادول
ال پادول (به اسپانیایی: El Padul) یک دهستان در اسپانیا است که در استان گرانادا واقع شده‌است. ال پادول ۸۹ کیلومتر مربع مساحت و ۸٬۲۲۴ نفر جمعیت دارد و ۷۴۴ متر بالاتر از سطح دریا واقع شده‌است.